# Walter Blumberger

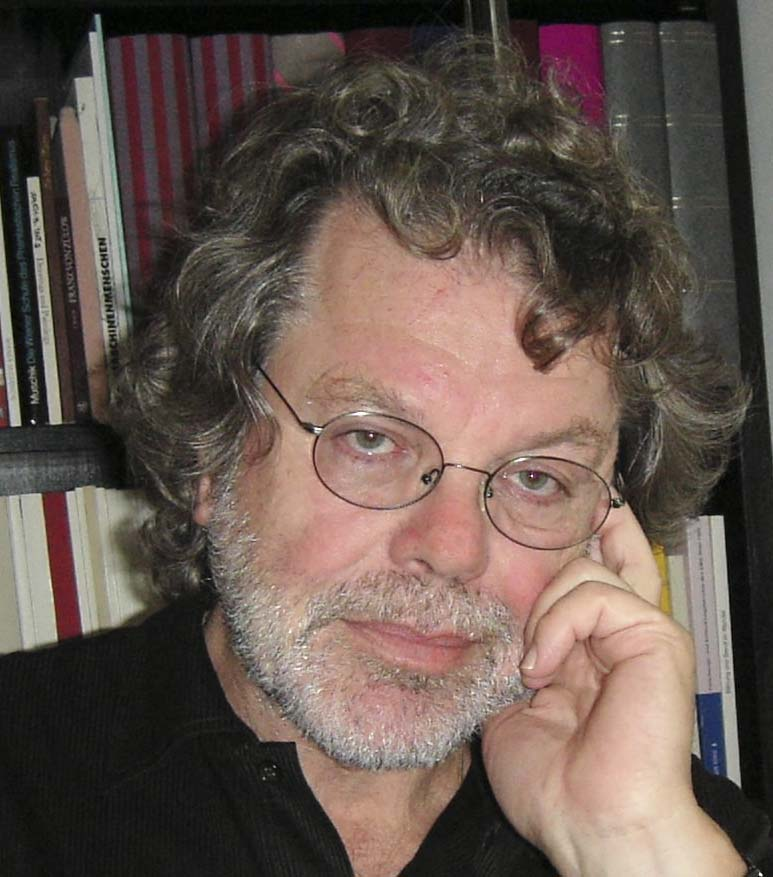
Walter Blumberger (2015)

Walter Blumberger (geb. 1945 in Eichstätt/ Bayern) ist ein österreichischer Soziologe und Sozialforscher.

## Werdegang und Wirken
Walter Blumberger arbeitete nach Abbruch einer Realschule zunächst als Bürohilfskraft und kaufmännischer Angestellter (1962–1980). Er holte die Matura im Zweiten Bildungsweg nach (mit einer Externisten-Reifeprüfung 1972). Dann studierte er (neben der weiteren Berufstätigkeit) 1972–1982 Soziologie an der Johannes Kepler Universität Linz (JKU), wo er 1982 mit einer Arbeit „Soziologische Probleme der Umschulung von Bergarbeitern“ promovierte (siehe Blumberger 1982). 1978 studierte er auch an der University of London. Er habilitierte sich 1986 für das Fach „Technikwirkungsforschung“ am Institut für Soziologie der JKU (mit der Habilitationsschrift „Natur und Arbeit. Zur technologischen Formierung von Arbeitsvermögen“, siehe Blumberger 1985b).
1980 gründete er (gemeinsam mit dem damals in Linz lehrenden Wirtschaftspädagogen Reinhard Czycholl) das „Institut für Berufsbezogene Erwachsenenbildung an der JKU (IBE)“ und war dessen Leiter bis 2006. Von 1974 bis 1996 war er auch im Berufsförderungsinstitut (BFI) Oberösterreich tätig und u. a. Mitbegründer von Ausbildungen, wie „Werkstätte Arbeiterbildung“ (s. Blumberger 1980b, Blumberger 1981) oder des Lehrgangs „Gemeinwesenarbeit“ am österr. Bundesinstitut für Erwachsenenbildung (BIfEB), Strobl. Diese Funktionen waren die Basis seiner wissenschaftlichen Aktivitäten.
Walter Blumberger war als Universitätslektor für Techniksoziologie an der JKU Linz (1987–1991) und an der Universität Salzburg (1991–1996), sowie für Berufliche Rehabilitation an der Universität Wien (2002–2006) tätig. Er führte auch internationale Forschungs- und Studienaufenthalte durch, wie 1993 einen Forschungsaufenthalt am T.E.I. (Technological Educational Institute) in Athen zum Thema „Technology Policy and Regional Demand for Technical Skills“ (s. Blumberger 1995), oder 1998 eine längere Studienreise in den USA zum Thema „Technical Support for Professional Integration of Disabled People“ (Stationen: Boston Children’s Hospital, Cornell University, University of Wisconsin-Stout, San Diego State University, siehe dazu u. a. Blumberger 1999c).
Nach seiner Pensionierung (ab 2006) intensivierte er sein früheres Hobby und startete eine neue Karriere als künstlerischer Fotograf.

## Auszeichnungen
- 1977 mit Gerhard Arminger: Förderungspreis Österreichischer Staatspreis für Erwachsenenbildung

## Wissenschaftliche Arbeitsschwerpunkte
Hier sind u. a. folgende Themen der wissenschaftlichen Arbeit von Walter Blumberger zu registrieren:
- Technologie und Gesellschaft

Hier bearbeitete er empirisch (siehe u. a. Blumberger 1984, Blumberger 1986, Blumberger 1988c, Blumberger 1989a) sowie theoretisch (siehe u. a. Blumberger 1985b, Blumberger 1988b, Blumberger 1989b, 1989c, 1992a) zu Fragen von technologisch induzierten Veränderungen in der Arbeitswelt und in der Gesellschaft insgesamt.
- Berufsbezogene Erwachsenenbildung und berufliche Fortbildung

Entsprechend seinem beruflichen Schwerpunkt am Institut für Berufsbezogene Erwachsenenbildungsforschung (IBE) an der JKU Linz liegt hier ein Hauptaugenmerk des wissenschaftlichen Engagements. Zu nennen sind hier u. a. die Arbeiten: Blumberger 1977, Blumberger 1982, Blumberger 1987, Blumberger 1988d, Blumberger 1999, Blumberger 2002b.
- Berufliche Rehabilitation

Zunächst innerhalb der Forschungen zu berufsbezogener Bildung entwickelte sich ein Schwerpunkt hinsichtlich beruflicher Rehabilitation. Zu nennen sind hier v. a.: Blumberger 1992b, Blumberger 1998c. Hier zeichnete er auch für Forschungen zu Bildungsmaßnahmen innerhalb des Systems beruflicher Rehabilitation in Österreich verantwortlich (vgl. z. B. Blumberger 2007).
- Allgemeine Gesellschaftspolitik

Walter Blumberger beschäftigte sich auch immer wieder mit allgemeinen gesellschaftspolitischen Fragen, wie z. B. zu Fragen einer allgemeinen Bildungspolitik (siehe etwa Blumberger 1988a), zu Fragen des Rechtsradikalismus (s. z. B. Blumberger 1992c, Blumberger 1993), oder zu Fragen der Altersstruktur als gesellschaftspolitische Dimension (vgl. u. a. Blumberger 2005).

## Wissenschaftliche Publikationen (Auswahl)
Walter Blumberger veröffentlichte mehr als 20 Bücher als Autor, Co-Autor, Herausgeber oder Co-Herausgeber, sowie mehr als 100 Artikel, Buchbeiträge und Forschungsberichte. Hier wird eine Auswahl von 25 der 120 Publikationen präsentiert.

### Bücher
- Gewerkschaft und Computer. Das Beispiel CAD, CAM. Gutenberg Verlag, Linz 1985, ISBN 3-900401-09-8.
- Was ist los im Büro? Neue Arbeit durch neue Technik. Trauner Verlag, Linz 1988, ISBN 3-85320-439-2.
- (Hg. mit Wilhelm Steinmüller): Zur technologischen Formierung der Gesellschaft. Teil 1: Arbeit, Menschen, Informationen, Profil Verlag, München 1988,
- Was ist los an der Werkbank? Computer statt Menschen. Trauner Verlag, Linz 1989, ISBN 3-85320-449-X. ISBN 3-89019-201-7.
- (Hg. mit Heinz Hülsmann): Zur technologischen Formierung der Gesellschaft. Teil 2. Menschen, Zwänge, Denkmaschinen. Profil Verlag, München 1989, ISBN 3-89019-216-5.
- Der technologische Imperativ – philosophische und gesellschaftliche Orte der technologischen Formation: Heinz Hülsmann zum 75. Geburtstag. Profil Verlag, München 1992, ISBN 3-89019-306-4.
- (mit Dietmar Nemeth) Rechts um? Zum neuen Rechtsradikalismus in Österreich. Edition Sandkorn, Linz 1993, ISBN 3-901100-28-8.
- (mit Dietmar Netheth und Theodoros Papatheodossiou) Technology policy and regional demand for skills. Synthesis report Austria, Greece, Ireland, Italy. Institute of Technological Education (ITE), Athen/GR 1995.
- (mit Helmut Dornmayr) Dienstleistungen für private Haushalte. Möglichkeiten zur Schaffung zusätzlicher Beschäftigung. Wissenschaftl. Verlag, Wien 1998, ISBN 3-85170-018-X.
- (mit Georg Piskaty, Monika Elsik, Claudia Thonabauer) Das Berufsbildungssystem in Österreich. (hg. vom Europäisches Zentrum für die Förderung der Berufsbildung, CEDEFOP), Amt für Amtl. Veröffentl. d. Europ. Gemeinschaften, Luxemburg 1998, ISBN 9-28283-551-0.
- (mit Jörg Markowitsch, Stefan Humpl, Claudia Thonabauer) Strategien zur Förderung der Berufsausbildung in Österreich. Industriewissenschaftliches Institut (IWI), Wien, und Institut für Berufs- und Erwachsenenbildungsforschung (IBE) an der JKU, Linz und Wien 1999, ISBN 3-85141-023-8.
- (mit Georg Piskaty, Monika Elsik, Claudia Thonabauer) Vocational Education and Training in Austria. (hg. Centre européen pour le développement de la formation professionnelle (CEDEFOP)), Thessaloniki/GR 1999, ISBN 9-28283-552-9 (auch online full text).
- Wege aus der Arbeitslosigkeit. Evaluierung des Unternehmensgründungsprogrammes des Arbeitsmarktservice Österreich für den Zeitraum 1995 bis 1997. AMS report 16 (hg. Arbeitsmarktservice OÖ), Verlag Hofstätter, Wien 2000, ISBN 3-900936-10-2.

### Artikel und Buchbeiträge
- (mit Gerhard Arminger): Teilnahme und Teilnahmebedingungen an der beruflichen Erwachsenenbildung, dargestellt am Beispiel des Berufsförderungsinstitutes für Oberösterreich, in:  Erwachsenenbildung in Österreich, ISSN 0028-3436, Jg. 28 (1977), S. 291–312.
- Lehrerfortbildung – ein Modellversuch in der Erwachsenenbildung, in: Die Republik, ISSN 0724-1461, 14. Jg. (1978), S. 75–84.
- Weiterbildung von haupt- und nebenberuflichen Lehrern in der Erwachsenenbildung. Das Modell des Berufsförderungsinstitutes Oberösterreich, in: Erwachsenenbildung in Österreich, ISSN 0028-3436, 31. Jg. (1980) Heft 1, S. 118–123.
- Werkstätte Arbeiterbildung, in: Erwachsenenbildung in Österreich, ISSN 0028-3436, 31. Jg. (1980) Heft 7–8, S. 480–484.
- (mit Joachim Nemella): Berufliche Bildung und exemplarisches Lernen. Ein Modellversuch in der beruflichen Bildung mit Bauarbeitern, in: Adolf Brock u. a. (Hg.): Lernen und Verändern. Zu soziologischer Phantasie und exemplarischem Lernen in der Arbeiterbildung, SP-Verlag Schüren, Marburg 1987, ISBN 3-924800-27-8, S. 447–477.
- Werkzeugwechsel oder Neuformierung der Arbeitskraft – Zum Wandel der beruflichen Qualifikationsanforderungen(mit Christina Heilbrunner/ und Dietmar Nemeth), in: Walter Brückers/ Norbert Meyer (Hg.): Technik und Ausbildung in kaufmännischen und verwaltenden Berufen, vgs Verlag, Essen 1988, ISBN 3-80255-070-6, S. 173–190.
- Technologische Ideologie und technologische Phase der Industriegesellschaft, in: Hans-Joachim Hoffmann-Nowotny (Hg.): Kultur und Gesellschaft: gemeinsamer Kongreß der Deutschen, der Österreichischen und der Schweizerischen Gesellschaft für Soziologie. Beiträge der Forschungskomitees, Sektionen und Ad-hoc-Gruppen, Seismo Verlag, Zürich 1989, ISBN 3-908239-01-X, S. 496–498 (auch online publiziert PDF).
- Ausländerfeindlichkeit und Rechtsradikalismus bei oberösterreichischen Jugendlichen, in: IKUS-Lectures, ISSN 1021-2965, Nr. 5/6 (1992), S. 11–13.
- Jugendliche mit Behinderungen in Österreich, in: Bernhard Heinzelmaier u. a. (Hg.): Erlebniswelten und Gestaltungsräume. Die Ergebnisse des „Dritten Berichts zur Lage der Jugend in Österreich“. Verlag Zeitpunkt, Graz 1999, ISBN 3-901908-18-8, S. 112–118.
- (mit Michaela Watzinger): Evaluation der Lehrlingsausbildungen in oö. Gemeinden, in: WISO. Wirtschafts- und sozialpolitische Zeitschrift, ISSN 1012-3059, 23. Jg. (2000), Heft 1, S. 131–157.
- (mit Renate Sepp): Arbeit, Alter, Anerkennung. Eine empirische Studie über die Möglichkeit länger arbeiten zu können und zu wollen, in: WISO. Wirtschafts- und sozialpolitische Zeitschrift ISSN 1012-3059, 28. Jg. (2005). Heft 1, S. 155–180.

## Künstlerische Fotografie
Walter Blumberger hat bisher folgende Ausstellungen als künstlerischer Fotograf bestritten:
- 2017 40+1 Fotografien von Athos, Oö. Fotogalerie, Photographische Gesellschaft OÖ, Oö. Kulturquartier Linz, 20. April – 8. Oktober 2017[5]
- 2015 (Gruppenausstellung): Engel, Flugwesen und andere Merkwürdigkeiten, Oö. Fotogalerie, Photographische Gesellschaft OÖ, Oö. Kulturquartier Linz, 12. Juni – 15. Oktober 2015[6].
- 2014a (Gruppenausstellung): Fotosommer 2014, Oö. Fotogalerie, Photographische Gesellschaft OÖ, Burgmuseum Burg Reichenstein, Tragwein, 15. Juni – 10. September 2014[7].
- 2014b In Between 3, Fotoschau der Pfarre Marcel Callo, Linz-Kleinmünchen, 1. – 23. November 2014[8]
- 2013 (Gruppenausstellung): Turmwelten, Oö. Fotogalerie, Photographische Gesellschaft OÖ, Oö. Kulturquartier Linz, 28. Juni – 28. Oktober 2013[9].
- 2012 In Between – Spurensuche und Erinnerungsräume, Oö. Fotogalerie, Photographische Gesellschaft OÖ, Oö. Kulturquartier Linz, 23. März – 14. Juni 2012[10]